# Panorpa pryeri
Panorpa pryeri är en näbbsländeart som först beskrevs av Maclachlan 1875.  Panorpa pryeri ingår i släktet Panorpa och familjen skorpionsländor. Inga underarter finns listade i Catalogue of Life.

## Bildgalleri

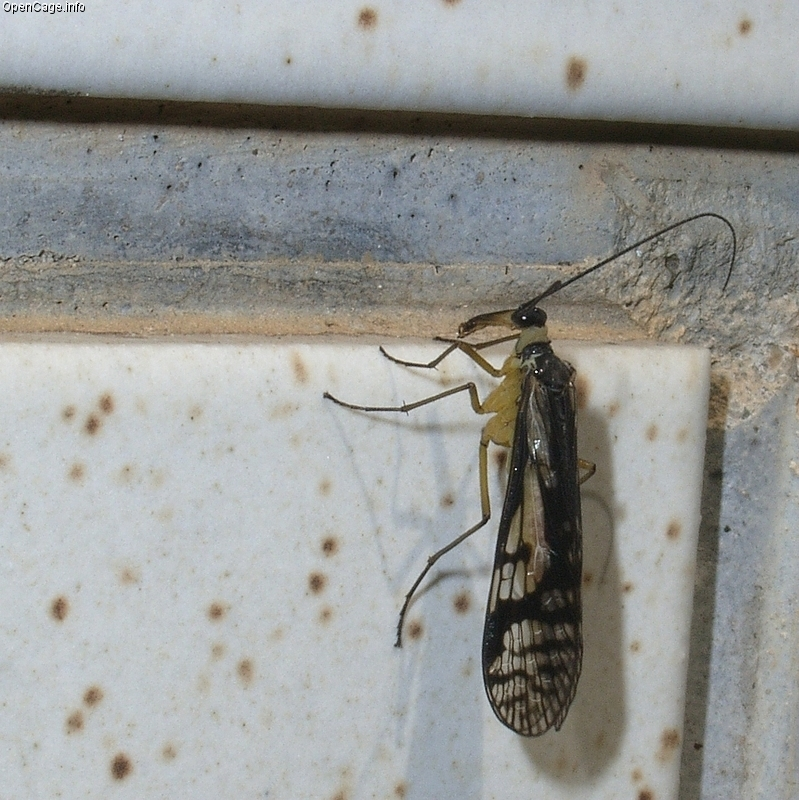